# Peter Paige
Peter Michael Paige (West Hartford, Connecticut; 20 de junio de 1969) es un actor, director y guionista estadounidense. Debutó como director y guionista en la película Say Uncle.

## Biografía
Paige se graduó con honores en Bellas Artes en la Escuela de Teatro de la Boston University.
Paige es famoso por su papel de Emmett Honeycutt en la serie norteamericana Queer as Folk. Además ha participado en otras series: Will & Grace, Time of Your Life, Girlfriends, Caroline in the City, American Dad, Gray's Anatomy y Sin Rastro. En su primera audición en Los Ángeles consiguió un papel como invitado estelar en Suddenly Susan.   
En el verano de 2004 dirigió, produjo e interpretó la película Say Uncle, en la que también participaron Kathy Najimy, Anthony Clark, Melanie Lynskey, Lisa Edelstein y Gabrielle Union. Además, ha participado en otras películas: Childstar de Don Mackerllar (con Jennifer Jason Leigh y Dave Foley), Our America de Showtime (que se estrenó en el Festival de Cine de Sundance en 2004), la película independiente Pop, y en los cortos premiados The Four of Us y The Shooting.
Paige también ha trabajado en varias teatro, entre las que destacan La Jolla Playhouse y Playwrights Horizons.

## Filmografía

### Cine
| Año  | Película                   | Papel           | Notas                          |
| ---- | -------------------------- | --------------- | ------------------------------ |
| 1998 | The Shooting               |                 | Cortometraje                   |
| 1999 | Pop                        | Nick            | Director: Brian Johnson        |
| 1999 | The Joyriders              | Camarero        | Director: Brad Battersby       |
| 2001 | The Four of Us             | Scott           | Cortometraje                   |
| 2004 | Childstar                  | Tim             | Director: Don McKellar         |
| 2005 | Say Uncle                  | Paul Johnson    | Escritor, productor y director |
| 2007 | Ping Pong Playa            | Gerald Harcourt | Directora: Jessica Yu          |
| 2008 | Leaving Barstow            | DJ              | Director                       |
| 2012 | Groom's Cake               | Scott Green     | Cortometraje                   |
| 2012 | Annie and the Gypsy        | Roger           |                                |
| 2013 | Birthday Cake              | Scott Green     |                                |
| 2016 | Divorce: The Greatest Hits | Todd            | Cortometraje                   |

### Televisión

#### Actor
| Año       | Título                                                 | Papel                              | Notas                                              |
| --------- | ------------------------------------------------------ | ---------------------------------- | -------------------------------------------------- |
| 1996      | Nowhere Man                                            | Recluta #4                         | Episodio: "Heart of Darkness"                      |
| 1997      | Suddenly Susan                                         | Neil Pomerantz                     | Episodio: "Next Stop, Heaven"                      |
| 1998      | Caroline in the City                                   | Robert                             | Episodio: "Caroline and the Paper Chase"           |
| 1999      | Undressed                                              | Kirk                               | 5 episodios                                        |
| 1999      | Will & Grace                                           | Roger O'Neil                       | Episodio: "Whose Mom Is It Anyway?"                |
| 2000-2005 | Queer as Folk                                          | Emmett Honeycutt                   | Papel principal; 83 episodios                      |
| 2000      | Movie Stars                                            | Nick                               | Episodio: "He's Reese. He's Here. Get Used to It." |
| 2000      | Los años de tu vida                                    | Asistente                          | Episodio: "The Time They Cheated"                  |
| 2002      | Our America                                            | Gary Covino                        | Película de televisión                             |
| 2002      | Girlfriends                                            | Zellner                            | Episodio: "Star Craving Mad"                       |
| 2005-2006 | Related                                                | Patrick                            | 4 episodios                                        |
| 2006      | Grey's Anatomy                                         | Benjamin O'Leary                   | Episodio: "I Am a Tree"                            |
| 2006-2010 | American Dad!                                          | Jason (voz) / Varios hombres (voz) | 4 episodios                                        |
| 2007      | Sin rastro                                             | Lucas Blumenthal                   | Episodio: "Primed"                                 |
| 2007-2009 | Rick & Steve: The Happiest Gay Couple in All the World | Steve Ball                         | 14 episodios                                       |
| 2009      | CSI: Miami                                             | Glenn Wagner                       | Episodio: "Divorce Party"                          |
| 2009      | Raising the Bar                                        | Sean Graydon                       | Episodio: "Star Craving Mad"                       |
| 2010      | The Closer                                             | Ricky                              | Episodio: "Old Money"                              |
| 2011      | Bones                                                  | Darren Hargrove                    | Episodio: "The Bikini in the Soup"                 |
| 2018      | Where the Bears Are                                    | Coreógrafo / Bentley               | 6 episodios                                        |
| 2020      | The Thing About Harry                                  | Ricky                              | Película de televisión                             |
| 2020      | Station 19                                             | Cooper                             | Episodio: "Bad Guy"                                |

#### Otros
| Año           | Título                | Creador | Director | Escritor | Productor                  | Notas         |
| ------------- | --------------------- | ------- | -------- | -------- | -------------------------- | ------------- |
| 2008          | The Katie May Show    |         |          |          | Sí · Productor ejecutivo   | 6 episodios   |
| 2010          | Fly Girls             | Sí      |          |          | Sí · Coproductor ejecutivo | 6 episodios   |
| 2013-2018     | The Fosters           | Sí      | Sí       | Sí       | Sí                         | 104 episodios |
| 2015          | Tut                   |         |          | Sí       |                            | 3 episodios   |
| 2019-2021     | Good Trouble          | Sí      | Sí       | Sí       | Sí · Productor ejecutivo   | 31 episodios  |
| 2020          | The Thing About Harry |         |          | Sí       | Sí · Productor ejecutivo   |               |
| 2021-presente | Station 19            |         | Sí       |          | Sí · Productor consultor   | 5 episodios   |